# NGC 7124
NGC 7124 је спирална галаксија у сазвежђу Индијанац која се налази на NGC листи објеката дубоког неба.
Деклинација објекта је - 50° 33' 56" а ректасцензија 21h 48m 5,3s. Привидна величина (магнитуда) објекта NGC 7124 износи 12,4 а фотографска магнитуда 13,2. Налази се на удаљености од 60,763 милиона парсека од Сунца. NGC 7124 је још познат и под ознакама ESO 237-2, ESO 236-49, AM 2144-504, IRAS 21447-5047, PGC 67375.